# 文化伝播

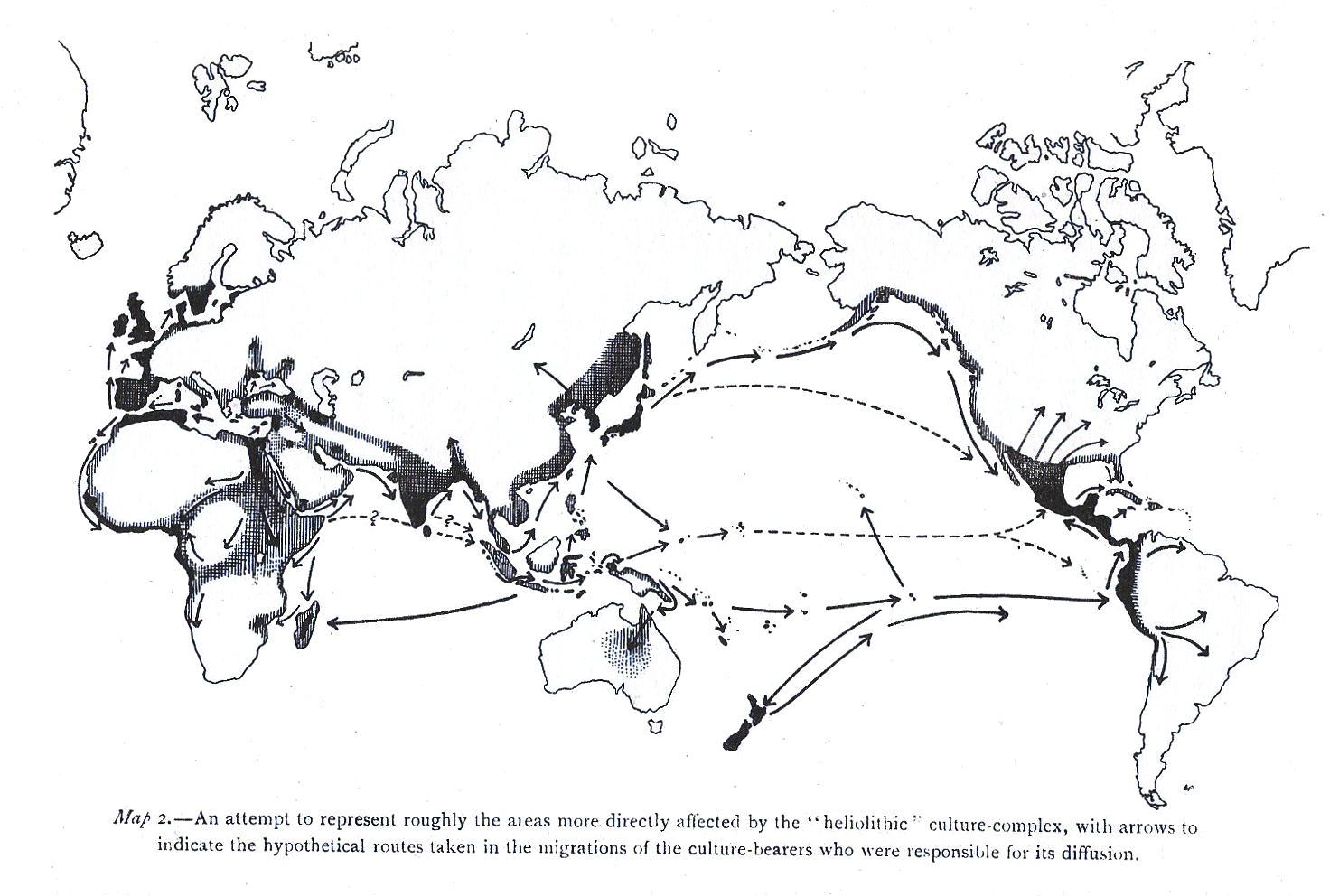
エジプトからの文化伝播図（Grafton Elliot Smithによる）

文化人類学および文化地理学において、文化伝播（ぶんかでんぱ、英語：Cultural diffusion）とは、思想、観念、宗教、技術、言語などの文化的産物が単一文化内あるいは複数文化間で伝播することである。en:Leo Frobeniusの著書『Der westafrikanische Kulturkreis』（1897/98）で概念化された。文化伝播の例として、戦闘用馬車や古代の鉄製錬術、そして20世紀における自動車や西洋のビジネススーツの普及が挙げられる。(→文化循環も参照)

## タイプ
文化伝播には5タイプが存在するとみなされてきた。
- 拡大的伝播（Expansion diffusion）：発信地で強く存在し、他の地域まで拡散するもの。しばしば階層的普及、伝染的普及、刺激的普及を含む。
- 移転的伝播（Relocation diffusion）：発信地から消え、新たな地域に移転するもの。
- 階層的伝播（Hierarchical diffusion）: 広い場所から狭い場所へ、場所間の距離はほとんど関係なく、しばしば社会的上位階級の影響を受けて広がるもの。
- 伝染的伝播（Contagious diffusion）：ある集団内の、人と人との接触によって広がっていくもの。
- 刺激的伝播（Stimulus diffusion）：別の概念と結合することによって広がるもの。

## メカニズム
文化間伝播は様々な方法で起こる。人口移動は文化を運ぶ。思想は文化間を移動する訪問者（商人、探検家、兵士、外交官、奴隷、雇われ職人など）によって運ばれる。技術の伝播は、報酬や他の誘因をもって熟練した科学者または労働者を惹きつけるある1つの社会によって、しばしば起こってきた。近隣あるいは点在する2つの文化の間の婚姻はしばしば文化伝播を促進させる。文化的に成熟した社会では、普及は手紙や本、そして現代では電子メディアを通じても起こる。
伝播のメカニズムは3つのカテゴリーが存在する。
- 直接伝播（Direct diffusion）は2つの文化が互いに非常に近く、互いの婚姻、貿易、福祉などによって起こるものである。例としてアメリカ合衆国とカナダの間であり、この2国の国境付近の人々はカナダ発祥のホッケーおよびアメリカで盛んな野球に勤しむことが挙げられる。
- 強要伝播（Forced diffusion）は一方の文化がもう一方の文化を征服した際に、征服側が被征服側の人々に文化を強要するものである。例として、スペイン、フランス、イギリス、ポルトガルなどの支配によって、アメリカ先住民がキリスト教化したことが挙げられる。
- 間接伝播（Indirect diffusion）はある特徴が媒介者を通じてある文化から別の文化（最初の文化と最後の文化は直接の接触はない）に渡ることである。例として、広大なアメリカ合衆国が間に存在するにもかかわらず、メキシコ料理がカナダに存在することがある。

直接伝播は、少人数の人々が隣接して定住する古代には普通のものであった。間接伝播はマスメディアやインターネットの普及によって、今日では普通のものである。アメリカの歴史家かつ評論家のen:Daniel J. Boorstinは著書The Discoverersの中で、文明間の発明の拡散における探検家の役割について、歴史的な見地を与えている。

## モデル
文化間の伝播について提唱されてきたモデルは以下がある。
- 移住 (Migration)：漸進的または突発的な人々の移動による文化伝播。
- 文化圏伝播モデル(Culture circle diffusionism (Kulturkreise))：世界の文化は、もとは少数の文化に由来するという仮説。
- 過文化伝播モデル（Hyperdiffusionism）：全ての文化は1つの文化に由来するという仮説。文化の平行進化（同じ文化が独立に複数源で誕生すること）を否定し、全ての文化は1回しか獲得されないとする考え[1]。
- "Kulturkugel" (ドイツ語で「文化弾丸」"culture bullet"という意（en:J. P. Malloryにより命名））：侵略、漸進的移住、伝播の程度をモデル化するためMalloryにより提唱された[2]。このモデルによると、物質文化と社会組織によって形成された地域的コミュニティーは、言語的コミュニティに比べ強い。よって、文化接触あるいは限定的な人の移動は恒常的に、物質文化や社会組織の変化を伴わずに、言語に変化をもたらす[3]。

## 関連
- 文化流用（英語版）
- 人口拡散（英語版）
- 発明の伝播（英語版）
- ミーム

## 参考
- Frobenius, Leo. Der westafrikanische Kulturkreis. Petermanns Mitteilungen 43/44, 1897/98
- Kroeber, Alfred L. (1940). "Stimulus diffusion." American Anthropologist 42(1), Jan.–Mar., pp. 1–20
- Rogers, Everett (1962) Diffusion of innovations. New York: Free Press of Glencoe, Macmillan Company
- Sorenson, John L. & Carl L. Johannessen (2006) "Biological Evidence for Pre-Columbian Transoceanic Voyages." In: Contact and Exchange in the Ancient World. Ed. Victor H. Mair. University of Hawaii Press, pp. 238–297. ISBN 978-0-8248-2884-4, 0-8248-2884-4